# Supercopa MX
La Supercopa MX è la competizione annuale in cui si affrontano in un'unica gara i campioni di Apertura e Clausura Copa México.
La manifestazione è nata nel 2014. Il vincitore si qualifica per la successiva edizione di Coppa Libertadores.
La prima edizione si è disputata con gare di andata e ritorno. La seconda edizione si è disputata in gara unica.

## Albo d'oro
| Anno                              | Vincitore        | Risultato                | Finalista        |
| --------------------------------- | ---------------- | ------------------------ | ---------------- |
| 2014 9 luglio 2014 12 luglio 2014 | Monarcas Morelia | 5 - 4 (tot.) 4 - 1 1 - 3 | Tigres UANL      |
| 2015 20 luglio 2015               | Puebla           | 1 - 0                    | Monarcas Morelia |
| 2016 10 luglio 2016               | Guadalajara      | 2 - 0                    | Veracruz         |
| 2017 16 luglio 2017               | Querétaro        | 2 - 0                    | América          |
| 2018 15 luglio 2018               | Necaxa           | 1 - 0                    | Monterrey        |
| 2019 15 luglio 2019               | Cruz Azul        | 4-0                      | Necaxa           |

| Squadra          | Vittorie | Sconfitte | Anni vittorie | Anni sconfitte |
| ---------------- | -------- | --------- | ------------- | -------------- |
| Atlético Morelia | 1        | 1         | 2014          | 2015           |
| Puebla           | 1        | 0         | 2015          | —              |
| Guadalajara      | 1        | 0         | 2016          | —              |
| Querétaro        | 1        | 0         | 2017          | —              |
| Necaxa           | 1        | 0         | 2018          | 2019           |
| Cruz Azul        | 1        | 0         | 2019          | —              |
| Tigres UANL      | 0        | 1         | —             | 2014           |
| Veracruz         | 0        | 1         | —             | 2016           |
| América          | 0        | 1         | —             | 2017           |
| Monterrey        | 0        | 1         | —             | 2018           |